# Mana
Mana je hrana, što ju je Bog dao Izraelu na putovanju kroz pustinju (Jš 5,12).

### Opis mane u Starom zavjetu
Prema starozavjetnom opisu, mana je bila kao zrno korijandera (lat. coriandrum sativum), jednogodišnje biljke iz porodice Apiaceae, podrijetlom iz Azije. Visoka je između 30 i 90 cm, aromatska (s eteričnim uljima), bijela (Izl 16,31), nalik na bdelij (prirodna mirišljava smola žute boje). Kupi se prije izlaska sunca. Melje se u ručnom mlinu ili u stupi (Br 11,7). Od nje se pravi pogača (Br 11,8),  peče se kao kruh ili kuha (Izl 16,23). Ima okus medenog kolača (Izl 16,31) ili kolača zgotovljenog u ulju (Br 11,6). Stari zavjet spominje je 14 puta. Najstariji izvještaj o "mani" nalazi se u Knjizi Brojeva (11,6-9). No tumači se razilaze oko smještaja čuda, neki smatraju kako jahvistička predaja čuva bolje dokaze i stavlja čudo "mane" i prepelica u blizinu Kadeša, dok svećenička tradicija čudo stavlja prije dolaska na Sinaj. Jahvistička tradicija navodi "manu"  kao razlog za mrmljanje, neposlušnosti i pomanjkanje vjere: "To bijedno jelo ogadilo se duši našoj" (Br 21,5). "Mana" im se čini kao odvratno i jednolično jelo. Dok je za svećeničku tradiciju "mana" bila čudo i objavljenje Božje riječi. "…kruh koji je imao u sebi svaku slast i ugađao svakom ukusu…" (Mudr 16,20). 

### Pokušaji znanstvenog objašnjenja
Danas mnogi traže sličnost u nekim prirodnim pojavama. Tako neki misle da je riječ o kiši "mane" u Iraku, koja i danas za sunčanih razdoblja leprša nebom u obliku snježnih pahuljica, oblikuje se u lake loptice koje vjetar raznosi nadaleko. To je neki putujući lišaj. Beduini se, kad padne na zemlju, požure i kupe tu "manu" u svitanje zore i pripremaju od nje jela po starim receptima.
Prema drugoj pretpostavci bila bi to izlučevina kukca na lišću tamarisa mamifera. Čije se kapljice po noći zgrušaju, a na suncu rastope. Arapi to i danas nazivaju "manom" s neba i kupe je ujutro i navečer. Melje se u žrvnju ili se tuče u stupi. Jede se sirova ili kao pogača i ima okus meda. Njezin oblik, dob dana u kojoj se pojavljuje i sam okus odgovara biblijskom opisu,  pa mnogi smatraju da je upravo to "mana".
Biblijski pisci u toj "mani" vide Božju brigu, i njegovo providonosno čudo nad svojim narodom. Već se u Ponovljenom zakonu susreće kateheza o"mani" te ona postaje duhovnoga značenja, za Izraelski narod kao znak žive Božje prisutnosti. Ona je simbol raspoloživosti za prihvaćanje Božjih darova, a pogotovo njegove riječi. U Knjizi Izlaska (16, 13-15) nalazi se liturgijsko značenje. "Mana" je hrana dostojna svakoga i kupi se svako jutro izuzev subote. Svatko je smio uzeti po jedan gomer, otprilike 3,6 litre. Ona je znak Božje riječi koja ima okus meda. Bog ju je dao Izraelu da ga iskuša, da ga učini siromahom, kako bi postao svjestan svoga siromaštva, kao i prihvatljiv za Božju riječ.
"Mana" se još naziva "nebeski kruh" ,(Ps 105,4), kruh jakih, tj. anđela (Ps 78,26). Anđeli ne jedu niti piju kao čovjek, pa se želi naglasiti da se jedenjem ove nebeske hrane čovjek uzdiže na jednu višu razinu svoje svakidašnjice. Tako "mana" postaje duhovna stvarnost, stvarnost zajedništva s Bogom koje nikada ne prestaje.

### U apokrifima i Novom zavjetu
"Mana" se u apokrifnim knjigama knjigama spominje kao eshatološka hrana koju će Mesija, pojavljujući se u pashalnoj noći nanovo dati. Farizeji zato traže znak s neba (Mt 16,1).
U Novom zavjetu "mana" dobiva drugu dimenziju, ona postaje tip istinske stvarnosti, kruha koji je s neba sišao, euharistije. Krist to potvrđuje u govoru u Kafarnaumu, kada kaže: Ja sam istiniti kruh života (Iv 6,35). Pravi kruh koji silazi s neba nije "mana" - nju su jeli i umrli - već sam Isus (Iv 6,32) kojeg se prima po vjeri, njegovo tijelo za život svijeta. Sv. Pavao također smatra da je pustinjska mana bila tek pralik tog duhovnog tijela. Narod je sakupljao "manu" ujutro, što je simbolika nebeske hrane koju su kršćani dobili u jutro Kristova uskrsnuća.